# Aqulia Acquisition
 Aquila Acquisition Corporation ，簡稱 Aquila Acquisition（英語：Aquila Acquisition Corporation，港交所除牌前：7836）是香港首家特殊目的收购公司。

## 历史
在2021年11月25日，由招商銀行旗下招銀國際資產管理有限公司和公司管理層（董事會主席蔣榕烽、凌堯、樂迪、吳騫，以及漆瀟瀟），於總部香港設立「Aquila Acquisition Corporation」（未有中文公司），為香港首家特殊目的收购公司。
股份和上市權證（2025年3月15日到期，臨時代碼：4836）在2022年3月18日於港交所主板上市，發售定價為10港元，發售股份為100,065,000股A類股份及 50,032,500份上市權證，而集資額為10億港元，每兩股A類股份獲發一份上市權證，須指定兩年內收購環保能源、生命科學等，並在上市3年內完成。
2024年8月31日，Aqulia Acquisition宣布和找鋼產業互聯集團（前稱Zhaogang.com Inc）及Merger Sub（找鋼產業互聯集團的全資附屬公司）訂立業務合併協議。